# إدوارد أتكينسون
إدوارد أتكينسون(بالإنجليزية: Edward L. Atkinson)‏: كان إدوارد ليستر أتكينسون (1881-1929) جراح البحرية الملكية ومستكشف القطب الجنوبي حيث كان عضوا في الطاقم العلمي لبعثة تيرا نوفا مع الكابتن سكوت, في عام 1910-13 كان في قيادة بعثة استكشاف كيب إيفانز.
ولد أتكينسون في 23 تشرين الثاني 1881 في جزر يندوارد، حيث قضى معظم طفولته. تلقى تعليمه في كلية الغابات Snaresbrook، وتلقى تدريبه الطبي في مستشفى سانت توماس في لندن، حيث أصبح بطل الملاكمة للمستشفى في الوزن الثقيل عام 1906 وبعد عامين انضم إلى البحرية الملكية كضابط في الخدمات الطبية، ومقرها في مستشفى البحرية الملكية، Haslar، في جوسبورت، هامبشاير. وهو كان في المقام الأول باحث، وكان قد نشر ورقة عن الروماتيزم عندما عين طبيب لبعثة تيرا نوفا.
مترجم من Edward L. Atkinson